# Reinhard Kraft
Reinhard Kraft (* 24. Dezember 1978 in Mistelbach) ist ein Offizier des Österreichischen Bundesheeres im Range eines Brigadiers und seit 2018 Kommandant der Flieger- und Fliegerabwehrtruppenschule in Langenlebarn.

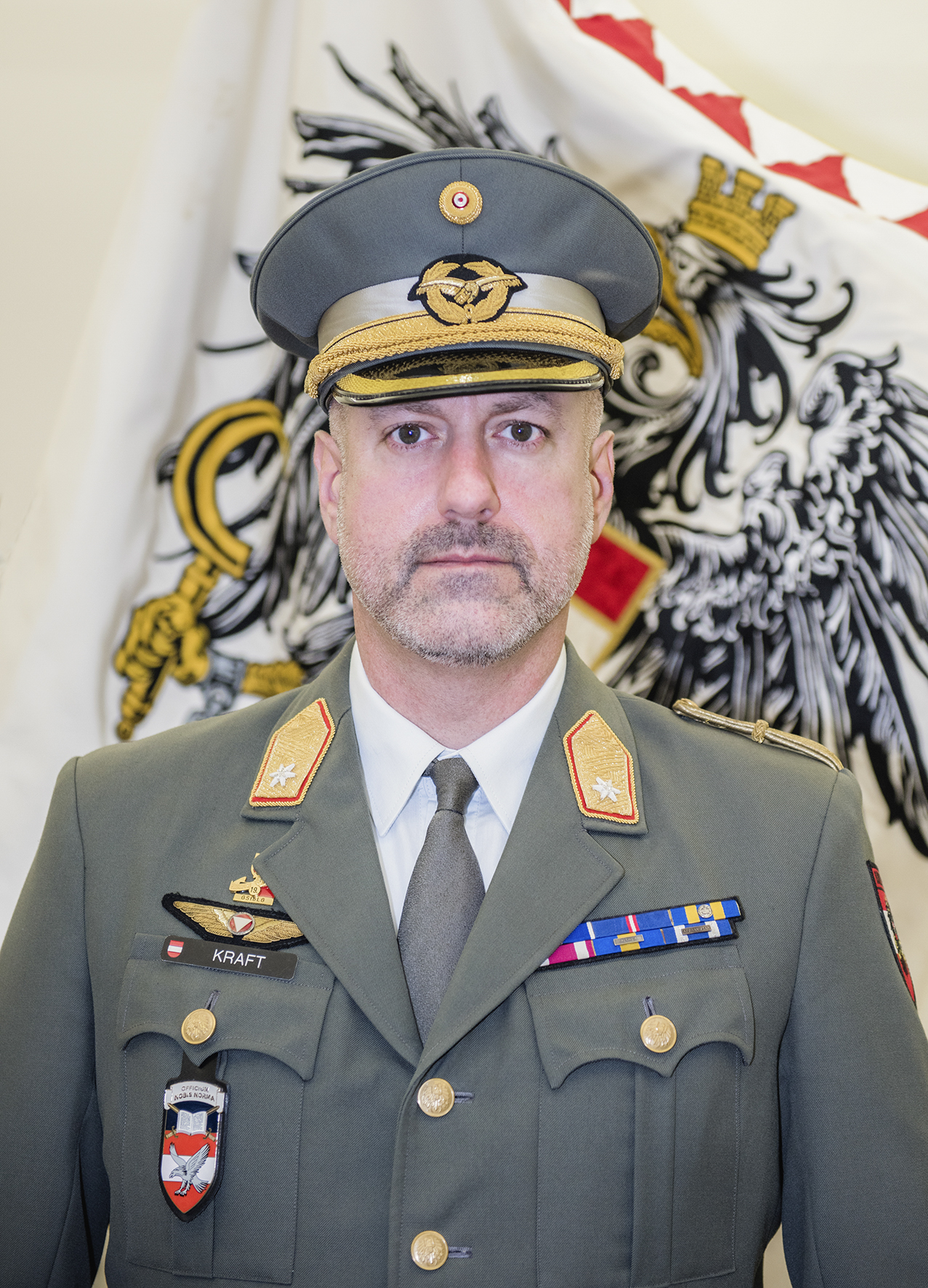
Reinhard Kraft (2021)

## Leben
Reinhard Kraft wurde am 24. Dezember 1978 in Mistelbach geboren und wuchs in Eichenbrunn auf. Er absolvierte die Volksschule in Eichenbrunn, die Hauptschule in Asparn an der Zaya und die Höhere technische Bundeslehranstalt in Hollabrunn. Von 1999 bis 2003 erfolgte seine Offiziersgrundausbildung an der Theresianischen Militärakademie in Wiener Neustadt, wo er zum Leutnant ausgemustert wurde. Reinhard Kraft ist Angehöriger des Jahrgangs Reichsgraf Hadik (Andreas Hadik von Futak).

## Militärische Laufbahn
Im Oktober 2003 wurde er nach seiner Ausmusterung von der Theresianischen Militärakademie nach Salzburg versetzt. Bereits im Dezember 2003 erfolgte seine Einteilung als Kommandant der ortsfesten Radarstation Steinmandl im niederösterreichischen Weinviertel. Danach absolvierte er von 2010 bis 2013 die 19. Generalstabsausbildung an der Landesverteidigungsakademie in Wien und wurde anschließend nach Salzburg versetzt, wo er im Streitkräfteführungskommando in mehreren Funktionen seinen Dienst versah. Ab Februar 2015 war er an der Flieger- und Fliegerabwehrtruppenschule in Langenlebarn als stellvertretender Kommandant und Chef des Stabes eingeteilt. Er absolvierte diverse Auslandsübungen und -einsätze, unter anderem 2006 bei EUFOR in Bosnien-Herzegowina und 2016 bei RSM (Resolute Support) in Afghanistan.
Im August 2018 übernahm Kraft als Kommandant die Leitung der Flieger- und Fliegerabwehrtruppenschule in Langenlebarn. Er folgte damit Brigadier Günter Schiefert nach, welcher bereits Ende November 2017 in den Ruhestand ging. Am 1. Jänner 2022 erfolgte die Übernahme der Agenden des Kasern- und Garnisonskommandanten über den Fliegerhorst Leopold Figl – Flugplatz General Pabisch in Langenlebarn bei Tulln.
Mit 1. Oktober 2024 wechselte er ins Verteidigungsministerium in der Wiener Rossau und ist dort in der Direktion Kommunikation tätig.
Der Offizier wurde am 19. Dezember 2018 zum Oberst und am 13. Dezember 2021 durch Bundesministerin Klaudia Tanner zum Brigadier befördert.

## Auszeichnungen und Ehrenzeichen (Auszug)
- Wehrdienstmedaille in Bronze (1999)
- Wehrdienstzeichen 3. Klasse (2004)
- Non Article 5 NATO Medal (2016, AFG)2016 Verleihung NATO-Medal

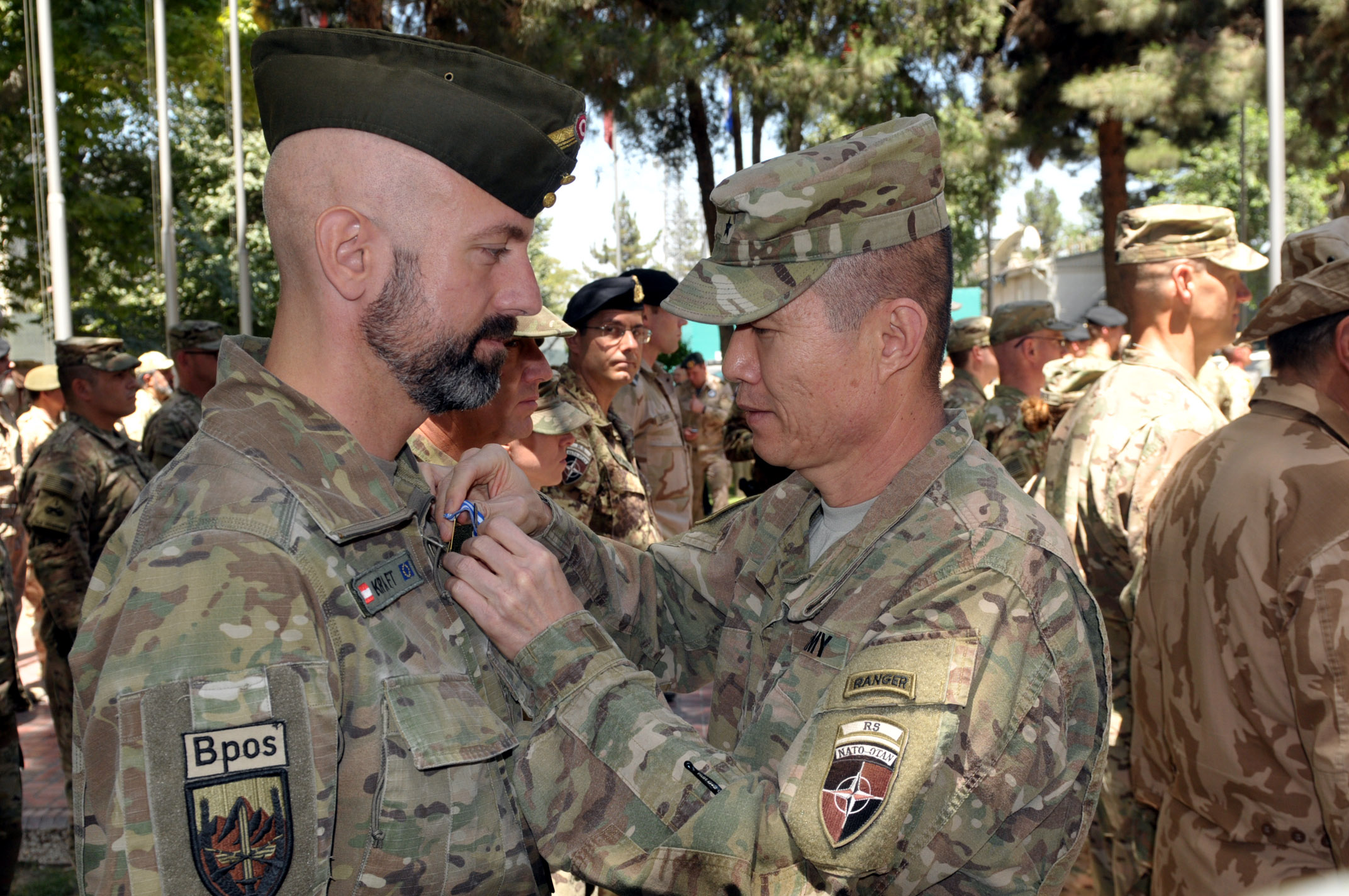
2016 Verleihung NATO-Medal

- Einsatzmedaille der Europäischen Union (2006, BiH)
- Landesmedaille in Silber des Österreichischen Kameradschaftsbundes (2009)
- Wehrdienstzeichen 2. Klasse (2014)
- Landesmedaille in Gold des Österreichischen Kameradschaftsbundes (2018)
- Landesverdienstkreuz in Silber des Österreichischen Kameradschaftsbundes (2021)
- Verdienstzeichen 2. Klasse in Silber des Niederösterreichischen Landesfeuerwehrverbandes  (2022)
- Friedenswallfahrtsmedaille in Bronze (2023)

## Privates
Reinhard Kraft lebt in einer Lebensgemeinschaft und ist Vater einer Tochter.

## Vereinstätigkeit
Reinhard Kraft ist seit 2005 Mitglied des Österreichischen Kameradschaftsbundes, wurde 2017 Obmann des Ortsverbandes Großharras-Diepolz und ist auch Präsidialmitglied im Niederösterreichischen Landesverband.
Am 12. Mai 2023 wurde er im Rahmen der Kuratoriumssitzung des Österreichischen Schwarzen Kreuzes (ÖSK) als Kurator in der Landesgeschäftsstelle Niederösterreich aufgenommen.
Darüber hinaus war er als Baßflügelhornist in der Ortsmusik Eichenbrunn und im Musikverein Großharras aktiv. Er war Mitglied in der Jugend Eichenbrunn und beim Fair-Play Stammtisch sowie Jäger und Jagdhornspieler in Eichenbrunn und Großharras. Viele Jahre spielte er als Hobbyfußballer im USV Eichenbrunn.